# The Amazing Digital Circus
The Amazing Digital Circus (également connu sous le nom de Digital Circus ou TADC, L’Incroyable Cirque numérique en titre francophone) est une web-série animée indépendante créée par Gooseworx et produite par Glitch Productions.
L'épisode pilote de la série a été diffusé sur la chaîne YouTube Glitch le 13 octobre 2023, et a été acclamé par la critique et a recueilli plus de 200 millions de vues en trois mois, devenant l’épisode pilote d’une série animée indépendante le plus vu sur la plateforme, devant Hazbin Hotel et surpassant Murder Drones la précédente production de Glitch. Neuf épisodes ont été prévus au total, placés sous le genre de la comédie horrifique psychologique.
La série disponible sur Youtube a ensuite été portée sur Netflix à partir de l'épisode 4.

## Synopsis
Après avoir mis un casque de réalité virtuelle, une humaine se retrouve piégée dans un univers numérique sur le thème du cirque, où elle prend l'avatar d'une bouffonne et rencontre cinq autres personnes qui partagent sa situation, incapables de se souvenir de leurs noms ni des détails de leur passé. La jeune femme reçoit le nouveau nom de « Pomni » par le chef du cirque, une intelligence artificielle nommée Caine, le Monsieur Loyal du cirque dont la « tête » est un dentier et qui contrôle le monde numérique : ce dernier leur propose des aventures pour les empêcher de devenir fous. Si Pomni cherchait tout d'abord une sortie insaisissable, elle lutte désormais pour garder la raison aux côtés de ses compagnons d'infortune.

## Distribution
- Lizzie Freeman (VF : Salomé Mallié) : Pomni
- Alex Rochon (VF : Yann Abiven) : Caine
- Michael Kovach (VF : Benoit Fort-Junca) : Jax
- Amanda Hufford (VF : Mayrig Truchot) : Ragatha
- Marissa Lenti (VF : Rune Carmes) : Gangle
- Sean Chiplock (VF : Arno Caspotagno) : Kinger
- Ashley Nichols (VF : Morgane Brehamel) : Zooble
- Cooper Smith "Gooseworx" Goodwin (VF : Anna Lauzeray Gishi) : Bubble
- Elsie Lovelock (VF : Morgane Brehamel) : Reine Gloink
- Cooper Smith "Gooseworx" Goodwin (VF : Mayrig Truchot) : Lune
- Payton Goodwin (VF : Anna Lauzeray Gishi) : Soleil
- Vera Tan (VF : Amandine Chaquin) : Princesse Loolilalu
- Jack Hawkins (VF : Laurent Blanpain) : Gummigoo
- Hamish Plaggemars (VF : Lenny Royer) : Max
- Jack Hawkins (VF : Victor Niverd) : Chad
- Lyle Rath (VF : Yann Abiven) : Le Fudge

### Voix additionnelles françaises
Cyprien Ménard, Gabriel Bonnaud, Mehdi El Dandachi, Mona Michelot et William Sidoun-Hivonnet

## Épisodes

### Épisode 1:Le Pilote
- États-Unis /  Australie : 13 octobre 2023 sur YouTube
- France /  Québec /  Luxembourg /  Wallonie /  Suisse : 23 février 2024 sur YouTube

### Épisode 2:La ruée vers le sucre!
- États-Unis /  Australie : 3 mai 2024 sur YouTube
- France /  Québec /  Luxembourg /  Wallonie /  Suisse : 4 mai 2024 sur YouTube

### Épisode 3:Le Mystère du Manoir des Mildenhall
- États-Unis /  Australie : 4 octobre 2024 sur YouTube
- France /  Québec /  Luxembourg /  Wallonie /  Suisse : 5 octobre 2024 sur YouTube et Netflix

### Épisode 4:Mascarade au Fast Food
- États-Unis /  Australie : 14 décembre 2024 sur YouTube
- France /  Québec /  Luxembourg /  Wallonie /  Suisse : 15 décembre 2024 sur YouTube et Netflix

### Épisode 5:Sans titre
- États-Unis /  Australie : 20 juin 2025 sur YouTube
- France /  Québec /  Luxembourg /  Wallonie /  Suisse : 21 juin 2025 sur YouTube

### Épisode 6:Tout le monde a des flingues
- États-Unis /  Australie : 15 août 2025 sur YouTube
- France /  Québec /  Luxembourg /  Wallonie /  Suisse : 16 août 2025 sur YouTube

## Référence
Sources doublage : dubdb
1. ↑  (en-GB) Weston, « The Amazing Digital Circus: Everything you need to know from pilot to characters and merch », HITC, 16 octobre 2023 (consulté le 17 octobre 2023).
2. ↑  (en) « GLITCH (@glitch_prod) on X » [archive du 19 décembre 2024], X (formerly Twitter) (consulté le 22 mars 2025)
3. ↑  (en) « The Amazing Digital Circus French Dub », sur DubDB (consulté le 25 février 2024)